# Selenostephanite
La selenostephanite è un minerale.